# Marianna Hill
Marianna Hill, född Schwarzkopf 9 februari 1942 i Santa Barbara, Kalifornien, är en amerikansk skådespelare. Hon känns främst igen för sin roll som Callie Travers i westernfilmen Mannen med oxpiskan. Hon hade även en mindre roll i Gudfadern del II. Hill har annars mestadels medverkat i TV-produktioner och i en del B-filmer. Totalt har hon gjort över 80 film- och TV-roller mellan 1960 och 2005.
Hill var kusin till general Norman Schwarzkopf, Jr. Hon var tidigare gift med den brittiske skådespelaren Bernard Hill.

## Filmografi
- 1960 – The Tall Man (TV-serie)
- 1963 – Smygande steg
- 1963 – Perry Mason (TV-serie) (gästroll)
- 1965 – Red Line 7000
- 1966 – Hawaiian Paradise
- 1966 – Star Trek: The Original Series (TV-serie) (gästroll)
- 1969 – Det kalla ögat
- 1970 – El Condor
- 1972 – Thumb Tripping
- 1973 – Messiah of Evil
- 1973 – Mannen med oxpiskan
- 1974 – Gudfadern del II